# El Resbalón (sitio arqueológico)
El Resbalón es un sitio arqueológico de la civilización maya precolombina ubicado en el poblado de San Román dentro del ejido del mismo nombre, en el sur del Estado de Quintana Roo, en México. Presenta la característica de contar con monumentos grabados. Muy cerca se encuentran otros sitios más pequeños que El Resbalón. Dzibanché, que es un sitio mayor, se ubica 12 km al sur y Becan está aproximadamente a 70 km al sur-poniente de El Resbalón. Las coordenadas geográficas son: 18°46′17″N 88°47′12″O / 18.77139, -88.78667.

## Historia reciente
Durante los años 1970, el Instituto Nacional de Antropología e Historia, e investigadores de la Universidad de Misuri y del Museo Peabody de Arqueología y Etnología de la Universidad de Harvard, realizaron el registro del sitio que contiene entre otros monumentos, tres escaleras jeroglíficas.
Del mismo modo, se realizó una prospección del entorno y se confeccionaron planos de estructuras de las plazas, así como de la asociación de los grupos arquitectónicos. Con el material cerámico y la lectura epigráfica de las escaleras se estableció una secuencia cronológica desde el preclásico medio.
Más recientemente, el propio INAH realizó el deslinde del sitio a fin de promover su protección legal. 

## Contenido arqueológico
Al igual que otros sitios de la región, El Resbalón presenta un patrón de distribución continua de estructuras en un área extensa. Consta de un grupo principal en el que se encuentran las escaleras jeroglíficas y el mayor número de estructuras monumentales. Hacia el oriente se ubica el mayor de los edificios, denominado El Castillo, con 18 m de altura. Al poniente del grupo principal se encuentra otro subconjunto que contiene  un edificio denominado La Iglesia y que está dotado de estructuras habitacionales que conservan sus fachadas posteriores decoradas con pintura roja. Finalmente, al sur de este último grupo, se ubica otro edificio llamado El Horno por la presencia de una estructura en forma de domo.